# Дептумала
Дептумала — река в России, на полуострове Таймыр, левый приток Верхней Таймыры. Протекает в ненаселённой местности Таймырского Долгано-Ненецкого района Красноярского края. Длина реки 165 км, площадь бассейна 2530 км².
Река стекает с Главной гряды гор Бырранга, к западу от среднего течения реки Буотанкага, на высоте более 400 м над уровнем моря. Преимущественно течёт на юго-запад, сначала по горной, затем по арктической тундре в зоне сплошного распространения вечной мерзлоты. В верховьях принимает сток из нескольких озёр, крупнейшее из которых — Дептумала-Мово. В низовьях также на берегах озёрно-болотный ландшафт. Впадает в Верхнюю Таймыру по левому берегу на отметке 8 м над уровнем моря, выше впадения Горбиты, в 309 км от устья Верхней Таймыры. Ширина перед устьем составляет 55-110 м при глубине 0,7-1 м, скорость течения в низовьях — 0,3 м/с. 

## Основные притоки
Указаны поименованные притоки длиной 30 км и более
| Название        | Расстояние от устья | Длина | Положение |
| --------------- | ------------------- | ----- | --------- |
| Верхняя Озёрная | 18                  | 31    | левый     |
| Кенг-Юрях       | 45                  | 46    | левый     |
| Десуа           | 46                  | 65    | правый    |
| Дирингкян       | 80                  | 30    | правый    |
| Юртарага        | 101                 | 44    | правый    |
| Якейнямы        | 104                 | 37    | правый    |

## Данные водного реестра
По данным государственного водного реестра России и геоинформационной системы водохозяйственного районирования территории РФ, подготовленной Федеральным агентством водных ресурсов:
- Бассейновый округ — Енисейский
- Речной бассейн — Нижняя Таймыра
- Речной подбассейн — нет
- Водохозяйственный участок — Нижняя Таймыра (включая озеро Таймыр) и другие реки бассейна Карского моря от западной границы бассейна реки Каменная до мыса Прончищева
- Код водного объекта — 17030000112116100145022